# ブラッド・ネルソン (野手)
ジョン・ブラッドリー（ブラッド）・ネルソン（John Bradley "Brad" Nelson, 1982年12月23日 - ）は、アメリカ合衆国アイオワ州出身のプロ野球選手（内野手）。MLB・ミネソタ・ツインズ傘下所属。

## 略歴
ビショップ・ギャリガン高校時代には主砲としてチームを州大会の決勝まで導き、自身もシーズン83安打、91打点の州新記録を作った。
2001年のドラフトでミルウォーキー・ブルワーズから4巡目（全体118位）指名を受け、7月25日に契約を結んだ。
2002年にはA級ベロイトで19歳ながら106試合の出場で116打点をマークし、ブルワーズの最優秀マイナー選手に選ばれた。
その後は昇格するたびに成績を落としていたが、2008年にAAA級ナッシュビルで18本塁打、OPS.860の好成績をマークし、9月1日のニューヨーク・メッツ戦でメジャーデビュー。翌日の試合でルイス・アヤラからメジャー初安打を放った。
2009年は開幕ロースター入りするも、シーズン途中に解雇される。5月19日にシアトル・マリナーズとマイナー契約を結び、その後はAAA級タコマでシーズンを過ごした。
2010年はメジャーの春季キャンプに招集されるが、3月13日にはマイナーへ送られ、AAA級タコマでシーズンを過ごした。
2011年はヒューストン・アストロズとマイナー契約を結び、AAA級オクラホマシティで開幕を迎えた。11月2日にFAとなった。その後、東北楽天ゴールデンイーグルスの秋季キャンプにテスト生として参加した。
2012年1月3日にテキサス・レンジャーズとマイナー契約を結んだ。11月3日にFAとなったが、12月21日にレンジャーズとマイナー契約で再契約した。
2013年11月5日にFAとなった。
2014年2月6日にミネソタ・ツインズとマイナー契約を結んだ。

## プレースタイル・人物
大きな体を生かした持ち味のパワフルな打撃と選球眼が持ち味の一塁手で、三塁や外野両翼の守備も経験している。打撃面では特に20～80段階で70の評価を受けるパワーを持つ。
イチローのサインボールを宝物にしている。

## 詳細情報

### 年度別打撃成績
| 年 度     | 球 団     | 試 合 | 打 席 | 打 数 | 得 点 | 安 打 | 二 塁 打 | 三 塁 打 | 本 塁 打 | 塁 打 | 打 点 | 盗 塁 | 盗 塁 死 | 犠 打 | 犠 飛 | 四 球 | 敬 遠 | 死 球 | 三 振 | 併 殺 打 | 打 率 | 出 塁 率 | 長 打 率 | O P S |
| --------- | --------- | ----- | ----- | ----- | ----- | ----- | -------- | -------- | -------- | ----- | ----- | ----- | -------- | ----- | ----- | ----- | ----- | ----- | ----- | -------- | ----- | -------- | -------- | ----- |
| 2008      | MIL       | 9     | 8     | 7     | 0     | 2     | 2        | 0        | 0        | 4     | 0     | 0     | 0        | 0     | 0     | 1     | 0     | 0     | 0     | 0        | .286  | .375     | .571     | .946  |
| 2009      | MIL       | 19    | 23    | 21    | 0     | 0     | 0        | 0        | 0        | 0     | 0     | 0     | 0        | 0     | 0     | 2     | 0     | 0     | 9     | 1        | .000  | .087     | .000     | .087  |
| 通算：2年 | 通算：2年 | 28    | 31    | 28    | 0     | 2     | 2        | 0        | 0        | 4     | 0     | 0     | 0        | 0     | 0     | 3     | 0     | 0     | 9     | 1        | .071  | .161     | .143     | .304  |

- 2011年度シーズン終了時

### 背番号
- 40 （2008年）
- 27 （2009年）